# Comité Olímpico de las Islas Caimán
El Comité Olímpico de las Islas Caimán es el Comité Olímpico Nacional en representación de las Islas Caimán.
Fue fundado en 1973 y fue reconocido por el Comité Olímpico Internacional en 1976.  Representa un total de 22 deportes. Es responsable de la participación de las Islas Caimán en los Juegos Olímpicos, como así también en los Juegos Centroamericanos y del Caribe y los Juegos de la Mancomunidad.